# Безлісне
Безлі́сне (каз. Безлесное) — село у складі Аккайинського району Північноказахстанської області Казахстану. Входить до складу Власовського сільського округу.
Населення — 88 осіб (2021; 190 у 2009, 229 у 1999, 333 у 1989).
Національний склад станом на 1989 рік:
- росіяни — 48 %
- німці — 31 %.